# Heinz Wagner (Maler)
Heinz Wagner (* 11. Dezember 1925 in Menteroda; † 7. Juni 2003 bei Jesewitz) war ein deutscher Maler, Grafiker und Gebrauchsgrafiker und Hochschullehrer.

## Leben

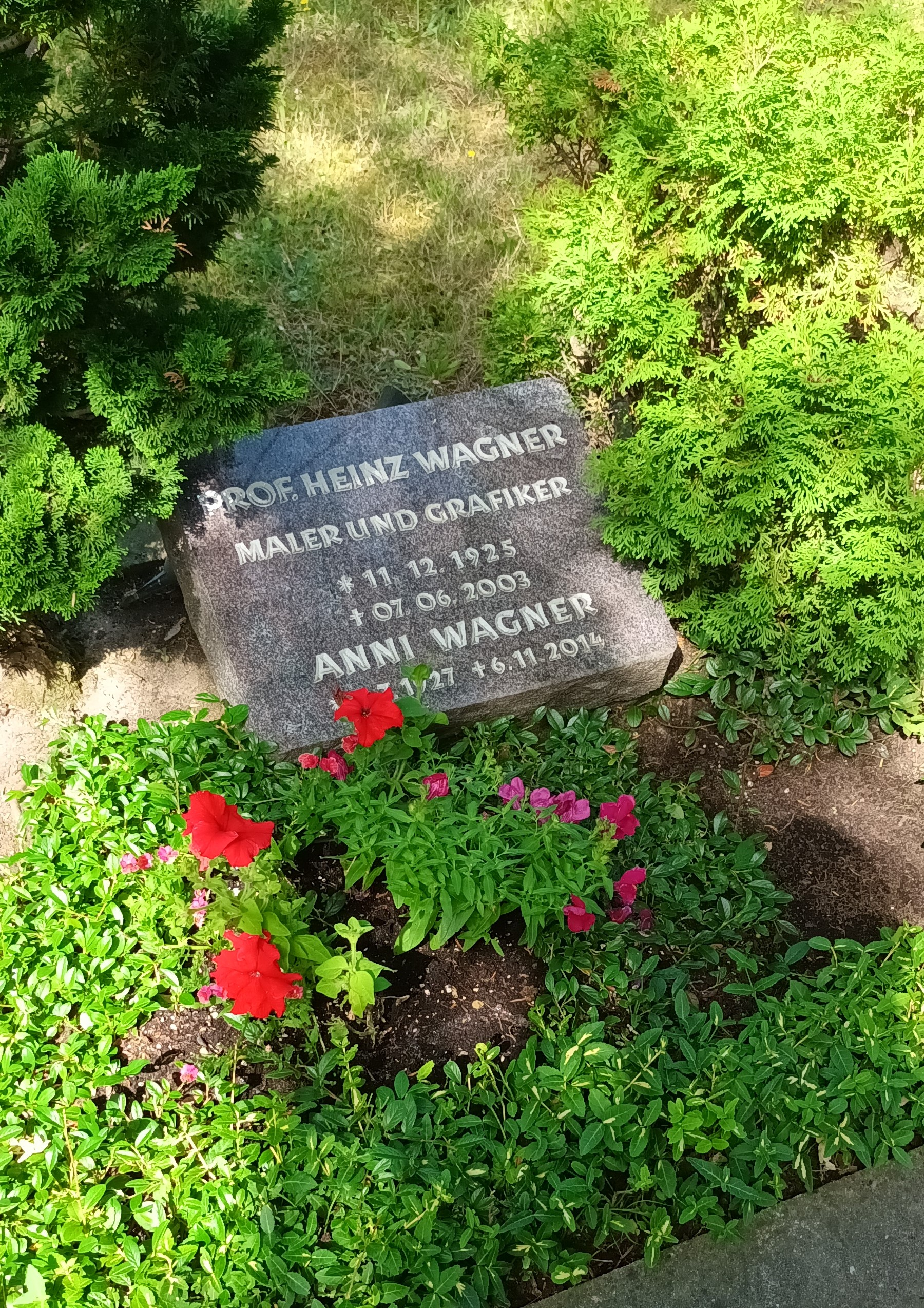
Grabstätte Heinz Wagner

Wagner absolvierte von 1940 bis 1943 eine Berufsausbildung als Dekorationsmaler. Er wurde dann zur Wehrmacht eingezogen und nahm bis 1945 am Zweiten Weltkrieg teil.
Von 1947 bis 1951 studierte er an der Hochschule für Architektur und Bildende Künste Weimar und an der Hochschule für Grafik und Buchkunst Leipzig (HGBK) Seine wichtigsten Lehrer waren in Weimar Heinz Trökes und Mac Zimmermann und in Leipzig Otto Herbig, Fritz Dähn und Albert Kapr.
1952 begann Wagner an der HGBK eine Lehrtätigkeit. Ab 1953 leitete er die Fachklasse für Malerei und Grafik. Er war ab 1954 Dozent und von 1965 bis zur Emeritierung 1990 Professor. Von 1961 bis 1967 und von 1976 bis 1985 war er Prorektor der Hochschule.
Wagner war bis 1990 Mitglied des Verbands Bildender Künstler der DDR und übte dort leitende Tätigkeiten aus. Er hatte in der DDR eine große Zahl von Einzelausstellungen und Ausstellungsbeteiligungen, u. a. von 1953 bis 1988 an allen Deutschen Kunstausstellungen bzw. Kunstausstellungen der DDR in Dresden.
Wagner verstarb bei einem Autounfall in der Nähe von Jesewitz bei Leipzig. Seine Urne wurde auf dem Leipziger Südfriedhof, II. Abteilung, beigesetzt.

## Werk
Wagner arbeitete anfangs überwiegend figürlich und gegenständlich und später verstärkt abstrakt. Viele seiner Arbeiten entstanden in Spachteltechnik.
Wagner war vor allem bekannt durch seine Porträts zeitgenössischer Persönlichkeiten. 1971 schuf er ohne Auftrag das Porträt des früheren Rektors der Universität Leipzig, Georg Mayer. Dieses Gemälde war der Ausgangspunkt für eine Reihe weiterer Porträts von Universitäts-Rektoren, von denen Wagner noch Wilhelm Wundt (1978), Julius Lips, Lothar Rathmann, Hans-Georg Gadamer (1996) und Cornelius Weiss (1999) porträtierte. Diese Werke gehören heute zu den Kunstschätzen der Universität Leipzig. Der Universitäts-Senat beschloss 1993, diese Sammlung durch Porträts aller seit der Wiedereröffnung 1946 tätigen Rektoren zu ergänzen.
Bekannt sind auch seine Sportlerinnenporträts, so von Erika Zuchold (1968), Kornelia Ender (1977) und Katarina Witt (1986).
Wagner entwarf als Auftragsarbeiten u. a. auch eine Anzahl politischer und Ausstellungs-Plakate.

## Auszeichnungen
- 1964 und 1969: Kunstpreis des FDGB
- 1969: Kunstpreis der Stadt Leipzig
- 1974: Verdienstmedaille der DDR
- 1981: Kunstpreis der DDR

## Werke

### Tafelbilder
- Die Schlosserlehrlinge Zinna und Glasewald im März 1848 (Öl, 1953)[3]
- Clara Zetkin (Öl, um 1962)[4]
- Fechterin (Öl, 1971)[5]
- Selbstbildnis im Atelier (Öl, 60 × 90 cm, 1974; Kunsthalle der Sparkasse Leipzig)[6]
- Mahnung (Öl, 1976)[7]
- Sporttaucher (Öl, 1976)[8]
- Großer Hühnergott (Öl, 1976)[9]
- Leuna (Öl, 1977)[10]

### Druckgrafik
- Fechtpause (Lithografie, 1957)[11]

### Publizistische Arbeiten
- Plakatgestaltung als Ausbildungsschwerpunkt. In: Bildende Kunst. Berlin, 1971, S. 76–79.